# Лувеньга (село)
Лувеньга (рос. Лувеньга) — село у Кандалакському районі Мурманської області Російської Федерації.
Населення становить 575 осіб. Належить до муніципального утворення Кандалакське міське поселення .

## Населення
| 2002 | 2010 |
| ---- | ---- |
| 686  | ↘575 |